# Frank Ike
Frank Ike, född 27 juli 2004, är en amerikansk rodelåkare.

## Karriär
Vid VM 2024 i Altenberg tog Ike silver tillsammans med Summer Britcher, Dana Kellogg, Tucker West, Chevonne Forgan och Sophia Kirkby i lagstafetten.